# Ausschlussfrist
Als Ausschlussfrist (auch Verfallsfrist oder Präklusionsfrist genannt) wird im deutschen Privatrecht (Entsprechendes gilt für das Österreichische Zivilrecht, in der Schweiz werden die entsprechenden Fristen Verwirkungsfristen genannt) eine Frist bezeichnet, nach deren Ablauf Ansprüche, aber auch Rechte (auch Gestaltungsrechte) erlöschen bzw. untergehen, auch wenn der Anspruch entstanden ist.
Beispiel: Ein Gerichtsbeschluss wird nach Ablauf der Ausschlussfrist (1 Jahr) unanfechtbar, obwohl das grundrechtsgleiche Recht auf rechtliches Gehör (Art. 103 GG) verletzt wurde, etwa weil der Beschluss nicht zuging.

## Abgrenzung zu Verjährungsfristen
Im Unterschied zu Verjährungsfristen (vgl. Verjährung), deren Ablauf nur ein Leistungsverweigerungsrecht begründet und die deshalb nur nach Erhebung einer entsprechenden Einrede zu beachten sind, führt der Ablauf von Ausschlussfristen zum Erlöschen des Anspruchs oder des Rechts selbst und ist von Amts wegen zu beachten.

## Rechtsgrundlagen
Ausschlussfristen sind in verschiedenen gesetzlichen Regelungen vorgesehen (etwa die Anfechtungsfrist wegen Drohung oder arglistiger Täuschung gem. § 124 BGB), werden aber häufig einzelvertraglich vereinbart.

## Ausschlussfristen im Arbeitsrecht
Ausschlussfristen sind vor allem im Arbeitsrecht weit verbreitet und verdrängen dort regelmäßig (wegen ihrer relativ kurzen Dauer von häufig zwei bis sechs Monaten) die gesetzlichen Verjährungsfristen. Nahezu alle Tarifverträge enthalten solche Ausschlussfristen.
- Gesetzliche Ausschlussfristen im Arbeitsrecht (Deutschland)
- Privatautonome Ausschlussfristen im Arbeitsrecht (Deutschland)